# Mistrzostwa Panamerykańskie w Badmintonie 2018
22. Mistrzostwa Panamerykańskie w Badmintonie – zawody organizowane przez Badminton Pan Am w ramach mistrzostw panamerykańskich. Rozegrano pięć konkurencji w dniach 26–29 kwietnia. Turniej został rozegrany w Gwatemali.

## Medaliści
| Konkurencja             | 1. miejsce                         | 2. miejsce                 | 3. miejsce                         |
| ----------------------- | ---------------------------------- | -------------------------- | ---------------------------------- |
| Gra pojedyncza mężczyzn | Ygor Coelho                        | Jason Anthony Ho-Shue      | Kevin Cordón                       |
| Gra pojedyncza mężczyzn | Ygor Coelho                        | Jason Anthony Ho-Shue      | Osleni Guerrero                    |
| Gra pojedyncza kobiet   | Michelle Li                        | Rachel Honderich           | Haramara Gaitan                    |
| Gra pojedyncza kobiet   | Michelle Li                        | Rachel Honderich           | Brittney Tam                       |
| Gra podwójna mężczyzn   | Jason Anthony Ho-Shue Nyl Yakura   | Phillip Chew Ryan Chew     | Jonathan Solís Rodolfo Ramírez     |
| Gra podwójna mężczyzn   | Jason Anthony Ho-Shue Nyl Yakura   | Phillip Chew Ryan Chew     | Job Castillo Lino Muñoz            |
| Gra podwójna kobiet     | Rachel Honderich Kristen Tsai      | Michelle Tong Josephine Wu | Inés Castillo Paula la Torre Regal |
| Gra podwójna kobiet     | Rachel Honderich Kristen Tsai      | Michelle Tong Josephine Wu | Jennie Gai Jamie Hsu               |
| Gra mieszana            | Ty Alexander Lindeman Josephine Wu | Nyl Yakura Kristen Tsai    | López Andrés Cynthia González      |
| Gra mieszana            | Ty Alexander Lindeman Josephine Wu | Nyl Yakura Kristen Tsai    | Jonathan Solís Diana Corleto Soto  |

## Tabela medalowa
| Poz.  | Reprezentacja     |   |   |    | Razem |
| ----- | ----------------- | - | - | -- | ----- |
| 1.    | Kanada            | 4 | 4 | 1  | 9     |
| 2.    | Brazylia          | 1 | 0 | 0  | 1     |
| 3.    | Stany Zjednoczone | 0 | 1 | 1  | 2     |
| 4.    | Gwatemala         | 0 | 0 | 3  | 3     |
| 4.    | Meksyk            | 0 | 0 | 3  | 3     |
| 6.    | Kuba              | 0 | 0 | 1  | 1     |
| 6.    | Peru              | 0 | 0 | 1  | 1     |
| Razem | Razem             | 5 | 5 | 10 | 20    |